# Габдуллин, Малик

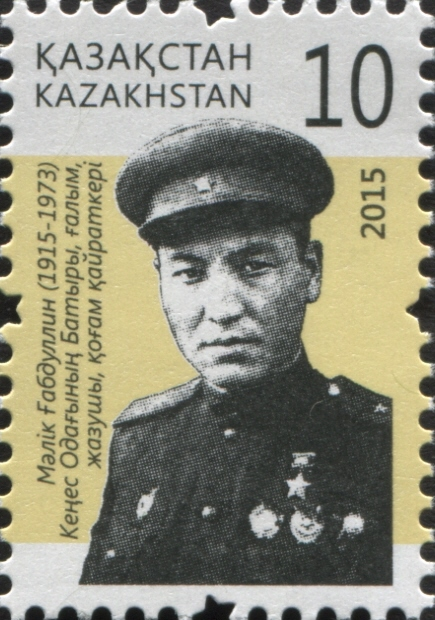
Малик Габдуллин на почтовой марке Казахстана 2015 г.

Малик Габдуллин (каз. Мәлік Ғабдуллин; род. 2 (15 ноября) 1915, с. Пухальское, Зерендинская волость, Кокчетавский уезд, Акмолинская область, Степное генерал-губернаторство, Российская империя — 2 января 1973, Алма-Ата, Казахская ССР, СССР) — казахский советский учёный-педагог, писатель, действительный член АПН СССР (1959), заслуженный деятель науки Казахской ССР (1961), доктор филологических наук, профессор (1959), Герой Советского Союза (1943). Член ВКП(б) с 1940 года. Депутат Верховного Совета СССР 4-го созыва.

## Биография
Родился 2 (15) ноября 1915 года в селе Пухальское, Зерендинская волость, Кокчетавского уезда, Акмолинской области, Степного генерал-губернаторства, Российской империи (ныне — Зерендинский район, Акмолинской области, Казахстана). Казах; являлся прямым потомком Каная Куттымбетулы — казахского бия, одного из предводителей казахов Среднего жуза, крупного полководца, главного советника Абылай хана и общественного деятеля XVIII века. Принадлежал к Среднему жузу, подрода карауыл рода аргын. С 14 лет воспитывался в семье известного казахского писателя Сабита Муканова.
Его отец крестьянин Габдула Елемесов был грамотным человеком и одно время даже работал учителем. В семье было 10 детей, но все, кроме Малика, умерли в младенчестве или в детстве. Большое влияние на его будущий выбор профессии оказала бабушка, знавшая огромное количество казахских народных сказок и песен. В 1924—1929 годах учился в начальной аульной школе. В 1931 году окончил 6 классов средней школы на казахском языке в Кокчетаве и уехал в Алма-Ату, где поступил на рабфак при сельскохозяйственном институте. В том же году в алма-атинских газетах были опубликованы несколько его стихотворений, после чего по совету местных поэтов он перевелся в Казахский педагогический институт имени Абая. В те годы ему огромную помощь оказал и повлиял на становление как литератора один из первых казахских писателей Сабит Муканов.
Окончил Казахский педагогический институт имени Абая в 1935 году. После его окончания работал в республиканской комсомольской газете. С ноябре 1936 по ноябрь 1937 года находился на военной службе в Красной Армии, служил в кавалерийском полку Среднеазиатского военного округа (Фергана). Затем работал литературным работником в газете «Социалистік Қазақстан» (1937), заместителем редактора газеты «Қазақстан пионерi» (1938), научным сотрудником Института языка и литературы КазФАН СССР (1938), с 1938 по 1946 год — аспирант КазПИ имени Абая.
Сразу после начала Великой Отечественной войны, в июле 1941 года, вторично был призван в Красную Армию, зачислен в состав 316-й стрелковой дивизии, которая в ноябре 1941 года преобразована в 8-ю гвардейскую Панфиловскую стрелковую дивизию. Сначала зачислен красноармейцем, вскоре назначен политруком роты, затем политруком батареи, после прибытия на фронт в августе 1941 года опять стал политруком роты.
Участвовал в оборонительном этапе битвы за Москву. Отличился в боях, попадал в окружение и вывел из неё большую группу бойцов с оружием, уничтожив по пути немецкий гарнизон в одной из деревень и продовольственный склад. Был ранен, оставшись в строю..
В январе — марте 1942 года в боях под городом Холм Новгородской области руководил группой солдат, которые в сражении с преобладающими силами фашистов гранатами подбили 2 танка, уничтожили большое число фашистов и 12 взяли в плен. Получил ранение в бою, но не покинул поле боя. За этот подвиг представлен к званию Героя Советского Союза.
Указом Президиума Верховного Совета СССР «О присвоении звания Героя Советского Союза начальствующему и рядовому составу Красной Армии» от 30 января 1942 года за «образцовое выполнение боевых заданий командования на фронте борьбы с немецкими захватчиками и проявленными при этом отвагу и геройство» удостоен звания Героя Советского Союза с вручением ордена Ленина и медали «Золотая Звезда».
Затем воевал парторгом и агитатором полка в той же дивизии. В 1944 году был агитатором в политуправлении 1-го Прибалтийского фронта.
После войны подполковник М. Габдуллин был демобилизован. Занимался научно-педагогической деятельностью, работал директором Института литературы и языкознания АН Казахской ССР (1946—1951), ректором КазПИ имени Абая (1953—1963), заведующим отделом фольклора Института литературы и искусства имени М. О. Ауэзова АН Казахской ССР (1963—1973).
Избирался депутатом Верховного Совета СССР 2—4-го созывов.

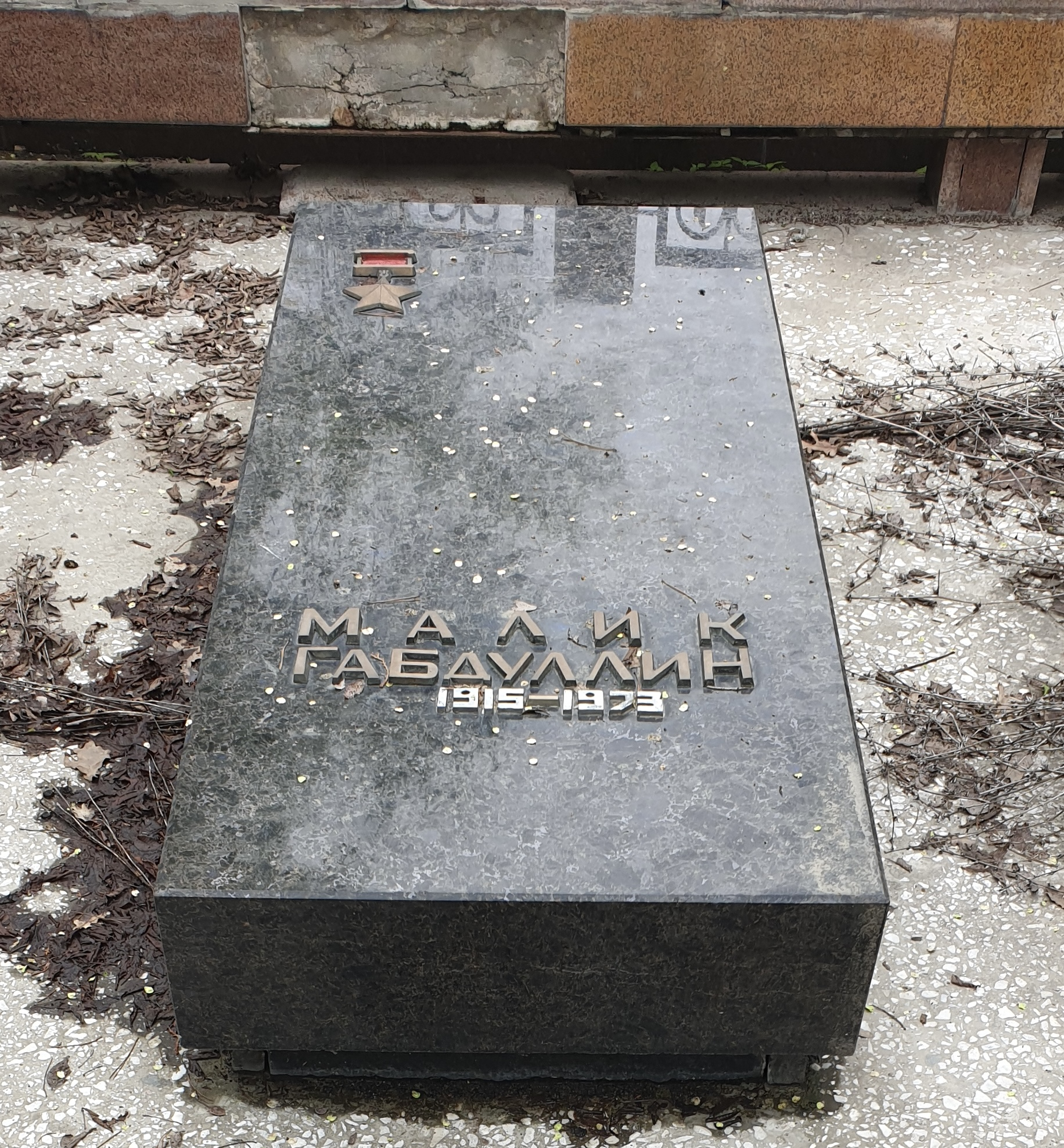
Надгробие над могилой Малика Габдуллы в Кенсайском кладбище Алма-Аты

Скончался 2 января 1973 года, похоронен на Кенсайском кладбище Алматы.
Научная деятельность
Основная тема исследований — героический эпос, народные песни, айтысы, сказки, пословицы и поговорки казахского народа.
Принимал участие в подготовке и издании многотомной истории казахской литературы. Его научный труд «Казахский героический эпос» был удостоен премии имени Ч. Ч. Валиханова в 1972 году. Автор ряда художественных произведений: «Мои фронтовые друзья» (1947), «Золотая звезда» (1948), «Фронтовые очерки» (1949), «Будни войны» (1968), «О друзьях, товарищах» (1969), «Грозные годы» (1971). Часть произведений издана на русском языке в переводе И. П. Щеголихина.

## Награды
- Медаль «Золотая Звезда» Героя Советского Союза (30.01.1943)[9]
- Орден Ленина (30.01.1943)
- Орден Красного Знамени (28.08.1942)
- Орден Отечественной войны 1-й степени (10.06.1944)[10]
- Два ордена Красной Звезды (17.01.1942[11])
- Медали СССР

## Память
- Малик Габдуллин является героем рассказа "Рождение эпоса"[12] изданного в сборнике военных рассказов Бориса Полевого "Мы - советские люди" (1948 год).
- Его упомянул Бауыржан Момышулы несколько раз в повести “История одной ночи”.
- Постановлением Кабинета Министров Республики Казахстан № 465 от 7 мая 1993 года и распоряжением акима Кокшетауской области № 1-39 от 4 сентября 1995 года в городе Кокшетау открыт музей Малика Габдуллина.
- 21 апреля 1999 года именем Малика Габдуллина была названа средняя школа в Карасайском районе Алматинской области (до этого средняя школа имени Николая Чернышевского)[13].
- В Алматы именем Малика Габдуллина названа улица.
- В городах Астана и Кокшетау также есть улицы Габдуллина.
- В городе Державинск Жаркаинского района Акмолинской области есть улица Малика Габдуллина.
- В селе Зеренда Зерендинского района Акмолинской области есть улица Малика Габдуллина.
- В селе Зеренда Зерендинского района Акмолинской области есть средняя казахская школа имени Малика Габдуллина, а также в городе Кокшетау есть многопрофильная гимназия № 3 имени Малика Габдуллина.
- Трехметровый памятник установили на родине ученого — в селе Зеренды Акмолинской области.
- Имя Малика Габдуллина присвоено Академии гражданской защиты Республики Казахстан в городе Кокшетау[14].
- В 2015 году в Кокшетау, накануне празднования 70- летнего юбилея победы, был открыт памятник Габдуллину[15].